# San Pablo Tejalpa
San Pablo Tejalpa är en ort i Mexiko.   Den ligger i kommunen Zumpahuacán och delstaten Mexiko, i den sydöstra delen av landet, 80 km sydväst om huvudstaden Mexico City. San Pablo Tejalpa ligger 1 709 meter över havet och antalet invånare är 1 782.
Terrängen runt San Pablo Tejalpa är huvudsakligen kuperad, men åt nordost är den bergig. Runt San Pablo Tejalpa är det tätbefolkat, med 427 invånare per kvadratkilometer. Närmaste större samhälle är Ixtapan de la Sal, 9,3 km väster om San Pablo Tejalpa. I omgivningarna runt San Pablo Tejalpa växer huvudsakligen savannskog.